# Áspro (ort i Grekland)
Áspro är en ort i Grekland.   Den ligger i prefekturen Nomós Péllis och regionen Mellersta Makedonien, i den norra delen av landet, 300 km norr om huvudstaden Aten. Áspro ligger 17 meter över havet och antalet invånare är 851.
Terrängen runt Áspro är platt, och sluttar österut. Runt Áspro är det ganska tätbefolkat, med 72 invånare per kvadratkilometer. Närmaste större samhälle är Giannitsá, 17,3 km öster om Áspro. Trakten runt Áspro består till största delen av jordbruksmark.